# 웨일스

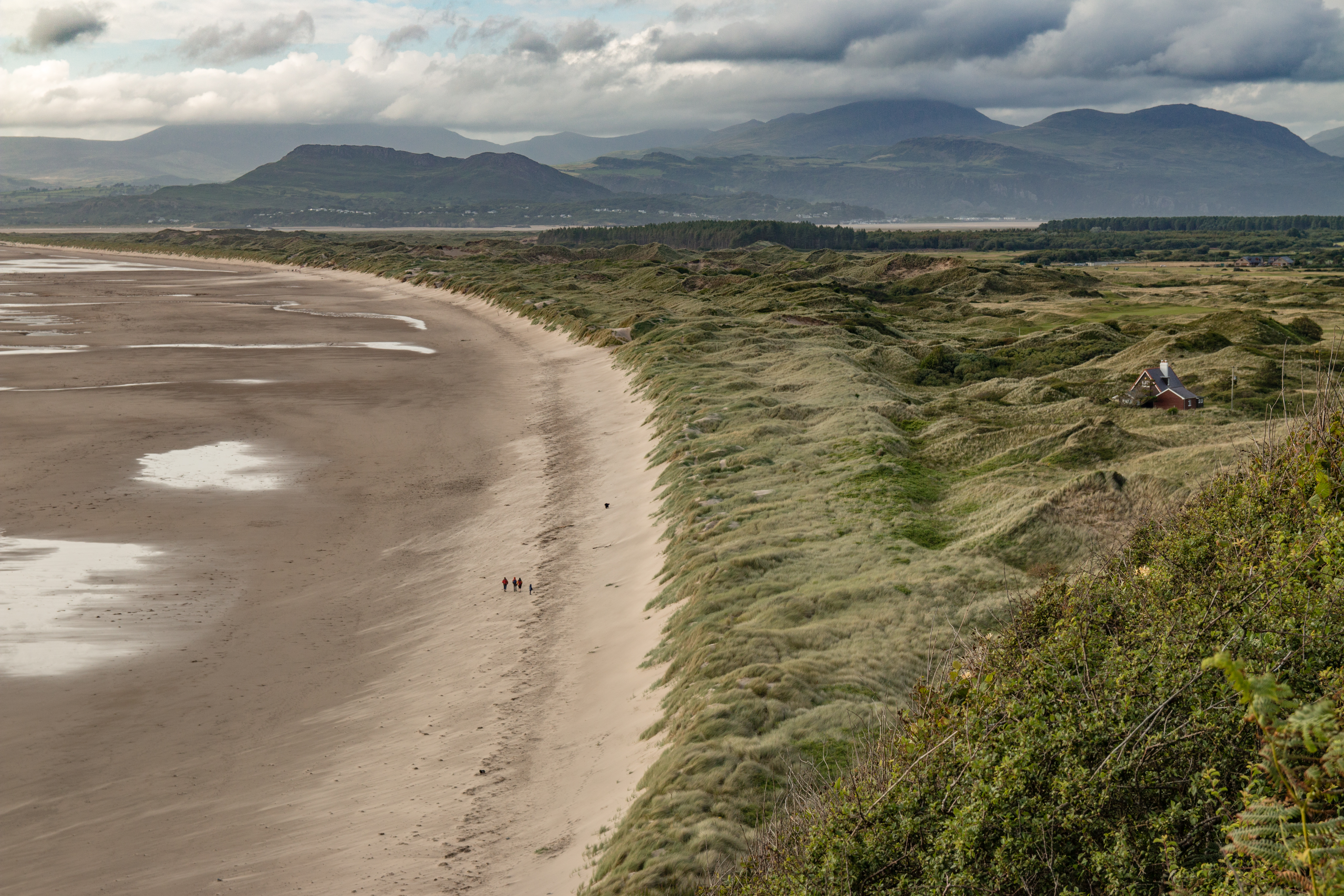

웨일스(영어: Wales i/ˈweɪlz/, 웨일스어: Cymru 컴리 [ˈkəmri] ( 듣기), 문화어: 웨일즈)는 영국의 구성국 중 하나이며, 그레이트브리튼섬 서부에 위치한다. 동쪽으로는 잉글랜드와 접하고 서쪽으로는 아일랜드해에 접하며, 남쪽으로는 브리스톨 채널과 접한다. 2020년 기준 추정 인구는 3,170,000명이고, 총 면적은 20,779 km2(8,023 sq mi)이다. 웨일스는 2,700 km(1,680 마일)의 해안선을 보유하고 있으며 대부분 산악 지형이다. 북부 및 중부 지역의 높은 봉우리는 스노든산(Snowdon, Yr Wyddfa)이 최고봉이다. 웨일스는 북쪽 온대 지역에 속해 있으며 변화하는 해양 환경을 가지고 있다.
웨일스의 국가적 정체성은 5세기 경 로마인이 그레이트브리튼섬에서 철수한 이후 켈트계 브리튼인으로부터 수립되었으며 웨일스는 현대 켈트계 국가 중 하나로 간주된다. 1282년 허웰린 압 그리피드가 사망하면서 잉글랜드의 국왕 에드워드 1세가 웨일스를 정복하였고, 15세기 초 오와인 글린두르가 웨일스의 독립을 단기간 회복한 바 있다. 1536년 잉글랜드의 국왕 헨리 8세가 제정한 웨일스법(1535-1542)에 의해 웨일스는 잉글랜드에 의해 영국으로 완전히 합병되었고 사법체계도 잉글랜드 중앙정부 치하에 통합되었다. 19세기에 들어서면서 잉글랜드와 차별화된 웨일스의 정치가 발달하게 된다. 20세기 초, 로이드 조지가 웨일스 진보주의를 제창하였고, 이는 사회주의의 신장과 노동당의 성장으로 이어진다. 웨일스인들의 국민적 감정이 1세기가 넘게 성장하며 1925년에는 웨일스당, 1962년에는 웨일스어 위원회가 창설된다. 1998년에는 웨일스 정부법에 의해 웨일스 의회가 설립되어 현재 다양한 위임 책무에 대한 권한을 수행하고 있다.
산업 혁명 초기, 웨일스에서는 광업과 금속 가공업이 발달하면서 농경사회에서 산업국가로 전환하는 계기가 되었으며, 남부 웨일스의 탄전 개발로 인해 인구가 급속하게 증가했다. 현재 전체 인구의 ⅔가 남부 웨일스에 분포하며 주민들은 주로 수도인 카디프, 스완지, 뉴포트 및 근접 산업 지구에 거주한다. 현재 웨일스의 채광 산업과 중공업은 몰락했거나 사양산업이며 웨일스 경제는 주로 공공 부문, 경공업, 서비스업, 관광업에 의존한다. 2010년 기준 웨일스의 총부가가치(GVA)는 455억 파운드, 1인당 15,145 파운드이다. 이는 영국 전체 평균 수치의 74%로서, 북아일랜드를 제외하고 영국에서 가장 낮은 수준이다.
웨일스는 영국의 다른 지역과 정치적, 사회적 역사를 긴밀하게 공유하고 있지만 인구의 대다수는 영어를 구사한다. 웨일스는 독특한 문화적 정체성을 가지고 있으며, 공식적으로 이중 언어 체제이다. 웨일스 내에는 560,000명 이상의 웨일스어 사용자가 거주하고 있으며 이들은 주로 웨일스의 북부와 서부에 거주한다. 19세기 후반부터는 노래, 춤, 시 낭송, 문학, 악기, 작곡, 뮤지컬, 연극 등을 겨루는 대회인 이스테드보드를 통해, 웨일스는 '노래의 나라'의 이미지로 널리 알려지게 된다. 이스테드보드는 1176년에 최초 대회가 개최되 현재에 이르는 유구한 전통을 지니고 있다. 전통적으로 웨일스인들은 매우 활발하고 경쾌한 사람들로 알려져 왔으며, 그들은 이웃과 어울려 노래하고 춤추는 것을 즐겼다. 또한 하프 음악문화가 매우 발달했고 음유시인들은 웨일스어로 시를 썼다. 정기적으로 음유시인 경연대회가 개최되었다. 그러나 이러한 웨일스 고유의 문화는 17세기 후반부터 잉글랜드의 문화가 유입되기 시작하면서 서서히 사라졌다. 특히 18세기 초반에는 엄청난 속도로 웨일스의 전통문화가 퇴색되었다. 18세기 초반 웨일스어로 된 서적은 자취를 감추었고 하프 가락에 맞춰 노래하는 것은 저질스런 것으로 인식이 만연해졌다.

## 어원
영어 단어 'Wales'(웨일스)와 'Welsh'(웰시)는 둘 다 게르만 어근(단, 단수형은 Walh, 복수형은 Walha)에서 나온다. 이 단어는 로마인들에게 Volcae라고 알려진 켈트 부족의 이름에서 파생된 것이다. 구어체의 영어를 사용하는 앵글로색슨족은 켈트계 브리튼족을, Wælisc라고 하여서 Wælisc라는 용어를 사용하게 되었고, Wēalas는 그들의 땅을 언급할 때 사용하게 되었다. 왈로니아, 왈라키아와 같은 유럽 대륙의 몇몇 지역과 올드 처치 슬라보닉으로 차용한 Vlach 같은 몇몇 민족의 현대 이름도 비슷한 어원을 가지고 있다.
역사적으로 단어들은 현대의 웨일스인 또는 웨일스어에 제한되지 않으며, 브리튼에 있는 앵글로색슨족이 브리튼에 있는 다른 비게르만 지역을 포함하여 관련된 아무거나를 언급하기 위하여 이용된 지역(ex. 콘월) 및 켈트 브리튼과 관련된 앵글로 색슨 족의 영토(ex. 웨스트 요크셔 등)뿐만 아니라 호두와 같은 비게르만 유럽인과 관련된 상품도 포함된다.
그들 자신에 대한 현대 웨일스어 표현은 Cymry이고 웨일스는 Cymru라고 한다. 이 단어들(참고로 둘 다 [ˈkəm.rɨ]라고 발음함)은 '동족들'을 의미하는 브리손어 표현에서 유래된 것이다. Cymry라는 단어의 사용은 현대 웨일스와 북부 잉글랜드, 남부 스코틀랜드에서 웨일스 사람들(브리손어 화자)의 포스트-로마 시대(앵글로 색슨의 도착 이후)의 위치에서 파생된 것이다. 현대 웨일스와 Hen Ogledd 웨일스 지역의 웨일스 어족은 다른 민족과는 다른 하나의 민족이라고 강조했다.

## 지리
웨일스의 인구는 2020년 기준 추정 3,170,000명이며 총 면적은 20,779 km2이다. 지리적으로 북온대 지대에 위치하여 변화무쌍한 해양성 기후를 보인다. 웨일스 해안길의 전체 길이는 1,200km가 넘고 웨일스 전역에는 산악 지대가 널리 분포하며, 영국 중북부 지역에서 고도가 가장 높은 스노든산이 위치하고 있다.

## 사람과 문화
웨일스는 영국의 다른 지역과 정치적, 사회적 역사를 밀접하게 공유하고 있다. 웨일스는 공식적으로 이중 언어 체제이며, 토착 언어는 웨일스어이고 공용어는 영어다. 주민 대부분이 영어를 주로 사용하지만, 웨일스는 여전히 고유한 문화적 정체성을 보유하고 있다. 웨일스 내에는 560,000명 이상이 웨일스어를 유창하게 구사하고, 이들은 주로 웨일스 북부와 서부에 거주하며, 전 세계적으로는 웨일스어를 구사하는 사람이 70만 명 정도 있다.
19세기 후반부터 노래, 춤, 시 낭송, 문학, 악기, 작곡, 뮤지컬, 연극 등 겨루는 대회인 이스테드보드를 통해 웨일스는 '노래의 나라' 이미지로 널리 알려지게 된다. 이스테드보드는 1176년에 최초 대회를 개최했고 현재에 이르는 유구한 전통 있다.
전통적으로 웨일스인들은 매우 활발하고 경쾌한 사람들로 알려졌으며, 그들은 이웃과 어울려 노래하고 춤추는 것을 즐겼다. 또한 하프 음악문화가 매우 발달했고, 음유시인들은 웨일스어로 시를 썼다. 정기적으로 음유시인 경연대회를 개최했다. 그러나 이러한 웨일스 고유 문화는 17세기 후반부터 잉글랜드 문화가 들어오면서 서서히 사라졌다. 특히 18세기 초반에는 엄청난 속도로 웨일스 전통문화가 퇴색했다.
18세기 초반 웨일스어 서적은 자취를 감추었고 하프 가락에 맞춰 노래하는 것은 저급스런 것으로 인식이 만연해졌다. 현대 웨일스 문화는 18세기 초반 이후 잉글랜드 문화와 섞임에 따라 잉글랜드 문화와 큰 차이가 없어졌다.

## 언어
웨일스어는 오래전부터 웨일스 지역에서 사용되었으나 16세기부터 급속히 몰락하기 시작했다. 17세기 중반에 웨일스어는 영어에 밀려 시골 노인들이나 쓰는 방언으로 치부되었다. 그러나 18세기 후반 잠깐 동안 웨일스 문화 복고 열풍이 붐에 따라 웨일스어는 웨일스 출신의 몇몇 학자들에게 '가장 멋진 언어'로 신격화되어 숭배되기도 했다. 19세기 초반에는 웨일스어의 우수성을 찬양하는 많은 수의 서적과 논문들이 출판되었으나 이는 10년도 가지 못하고 다시 쇠퇴의 길을 걸어 현재 웨일스어로 말할 수 있는 사람은 전 세계적으로 70만 명이 있다.

## 스포츠
웨일스는 FIFA 월드컵, 럭비 월드컵, 코먼웰스 게임에서 웨일스는 독자적인 스포츠 팀을 보유하고 있으며, 특히 럭비는 웨일스 정체성의 상징으로 여겨진다. 하지만 올림픽 경기에서는 영국의 다른 홈 네이션스와 마찬가지로 웨일스도 영국의 일부로 출전한다.
그리고 EFL 리그 2의 뉴포트 카운티, EFL의 카디프 시티, 스완지 시티가 웨일스의 클럽이지만 자국 리그에서 뛰지 않는다.

## 참고 문헌
- Eric Hobsbawm and Terence Ranger 지음 Cambridge University Press 출판 〈The Invention of Tradition〉 (1983년)